# سغنگ
سغنگ، روستایی از توابع بخش ارزوئیه شهرستان بافت در استان کرمان ایران است.

## جمعیت
این روستا در دهستان صوغان قرار دارد و براساس سرشماری مرکز آمار ایران در سال ۱۳۸۵، جمعیت آن ۷۹ نفر (۱۶خانوار) بوده‌است.